# Whitecaps Football Club 2
Los Whitecaps Football Club 2 es un equipo de fútbol de Canadá que militó en la MLS Next Pro, la tercera liga de fútbol en importancia en los Estados Unidos.

## Historia
Fue fundado en el año 2014 en la ciudad de Vancouver, Columbia Británica como uno de los equipos de expansión de la USL PRO para la temporada 2015. Es un equipo filial del Vancouver Whitecaps FC de la Major League Soccer.
En noviembre de 2017 el Vancouver Whitecaps FC anunció la desaparición del WFC2 y que se afiliarían con el equipo de expansión Fresno FC.